# Mecanismo social

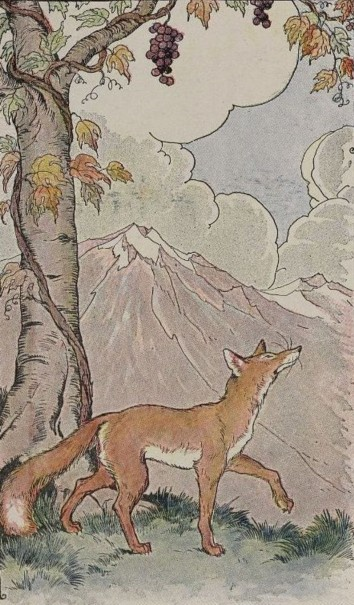
Ilustración de La zorra y las uvas. En la fábula, al darse cuenta de que las uvas que desea son inalcanzables, la zorra se convence de que aún están verdes. Así, disminuye la tensión entre el deseo de conseguir las uvas y la imposibilidad de hacerlo al agregar una nueva cognición. Se trata de un ejemplo del mecanismo psicológico de reducción de la disonancia cognitiva.

El concepto de mecanismo social atañe a aquellos procesos sociológicos, psicológicos y económicos cuya principal característica es la producción regular de cierto comportamiento. Los mecanismos explican cómo se produce un determinado fenómeno, es decir, muestran de qué manera las condiciones finales son causadas por las condiciones iniciales y las etapas intermedias. Buscan hacer inteligibles las regularidades observadas a través de una especificación detallada de cómo se produjeron. Los mecanismos sociales han sido definidos como modelos causales hipotéticos que muestran el sentido del comportamiento individual, o bien como hipótesis verosímil que podrían ser la explicación de algunos fenómenos sociales, dándose la explicación en términos de interacciones entre individuos, o individuos y algún conjunto social.
Una conocida teoría que permite ilustrar lo dicho es la de la profecía autocumplida. Según esta teoría, una definición inicialmente falsa de una situación puede suscitar ciertas conductas que eventualmente harán que aquella falsa concepción se vuelva realidad. Por ejemplo, al difundirse un rumor vinculado a la supuesta insolvencia de un banco, probablemente algunos de sus clientes retirarán su dinero, lo que avivará la creencia de la gente en los presuntos problemas de la institución. Como consecuencia, más personas extraerán sus ahorros y esto provocará que el rumor siga diseminándose. De esta manera, el banco podría quebrar a pesar de la falsedad inicial del rumor sobre su insolvencia.
El concepto de «mecanismo» surgió en sociología como una alternativa explicativa intermedia entre la pura descripción y la construcción de historias verosímiles, por un lado, y las leyes sociales universales, por otro. Cabe destacar, sin embargo, que el concepto de mecanismo social no solo concierne a la sociología, sino también a otras ciencias como la psicología y la economía, disciplinas en las que podemos identificar mecanismos tales como la reducción de la disonancia cognitiva y los modelos de mercado neoclásicos.

## Concepto de mecanismo
Los mecanismos explican cómo se produce un fenómeno o cómo funciona algún proceso significativo. Las descripciones de estos muestran de qué manera las condiciones finales son causadas por las condiciones iniciales y las etapas intermedias. Por lo tanto, describir el mecanismo que opera en la suscitación de un fenómeno equivale a explicar este fenómeno, es decir, a explicar cómo se produjo. Los mecanismos son regulares en tanto existe una manera típica en la que desarrollan su actividad desde un principio hasta un final y esta regularidad se ve reflejada en la continuidad productiva entre las etapas. Las descripciones completas de mecanismos exhiben una continuidad productiva sin huecos desde las condiciones iniciales a las finales, pues las continuidades productivas son lo que hace inteligibles las conexiones entre etapas. Si un mecanismo es representado esquemáticamente de la siguiente manera: A → B → C, la continuidad residirá en las flechas y la explicación se dará en términos de las actividades que representan esas flechas. Una flecha faltante, es decir, la incapacidad de especificar una actividad, dejaría un hueco explicativo en la continuidad productiva del mecanismo.
Además de regulares, los mecanismos deben ser generales en tanto aplicables a una serie de fenómenos que puedan ser explicados recurriendo a un mismo mecanismo. La generalidad de los mecanismos es lo que les confiere capacidad explicativa. Construir simplemente historias ad hoc que apunten a un caso específico no constituye una explicación aceptable, pues las explicaciones serias, las cuales no están sencillamente basadas en el sentido común, requieren mecanismos de cierta generalidad. En otras palabras, los mecanismos son más generales que los fenómenos empíricos a los que se aplican.

## Definición, clasificación y ejemplos
El uso explícito del concepto «mecanismo» parece no haber surgido en sociología sino hasta después de la Segunda Guerra Mundial. En la opinión de los sociólogos analíticos Peter Hedström y Richard Swedberg, la discusión más sugestiva de este concepto se encuentra en los escritos de Robert K. Merton, que reunió la idea de mecanismo con la de teorización de alcance intermedio. Merton rechazaba los intentos de desarrollar sistemas generales de sociología y abogaba por una teoría sociológica que se involucrara con los mecanismos sociales. La cuestión era localizar un punto medio entre las leyes sociales y la descripción, afirmaba Merton, y los mecanismos constituían ese punto medio.
En Teoría y estructura social, Merton define los mecanismos sociales como «procesos sociales que tienen consecuencias designadas para partes designadas de la estructura social» y sostiene que la sociología debe «identificar los mecanismos sociales» y «descubrir cómo surgen estos mecanismos de manera que podamos también explicar por qué los mecanismos no operan eficazmente o no surgen en algunos sistemas sociales.» Según Hedström y Swedberg, la más importante contribución de su ensayo fue la concepción de los mecanismos como los componentes elementales de las teorías sociológicas de alcance intermedio.
En las palabras de Filippo Barbera: «Muy básicamente, un mecanismo es […] un proceso causal a través del cual un fenómeno particular es generado», o, más precisamente, «un microproceso que explica cómo, en ciertos contextos, el macrofenómeno observado se genera.» Existe una gran abundancia de definiciones respecto de lo que se entiende por mecanismo, pero a todas subyace un énfasis en hacer inteligibles las regularidades observadas a través de una especificación detallada de cómo se produjeron. William Bechtel y Robert C. Richardson explicaron esta idea central de la siguiente manera:

Al llamar a las explicaciones mecanicistas, estamos resaltando el hecho de que consideran a los sistemas como si tuvieran cierto comportamiento análogo al de las máquinas […] Una máquina es una composición de partes interrelacionadas […] que están combinadas de tal manera que cada una contribuye a producir un comportamiento del sistema. Una explicación mecanicista identifica estas partes y su organización, mostrando cómo el comportamiento de la máquina es una consecuencia de las partes y su organización.

La idea de que las explicaciones mecanicistas identifican partes constitutivas que en conjunto producen los resultados colectivos a ser explicados se encuentra íntimamente vinculada a la sociología analítica. Según Peter Hedström y Peter Bearman, la discusión más satisfactoria sobre el concepto de mecanismo fue realizada por Peter Machamer, Lindley Darden y Carl F. Craver. Siguiendo su definición, los mecanismos pueden ser entendidos como entidades (con sus propiedades) y las actividades en las que estas entidades se involucran. Estas actividades provocan un cambio y el tipo de cambio producido depende de las propiedades y las actividades de las entidades y las relaciones entre ellas. Así definido, un mecanismo refiere a una constelación de entidades y actividades que están organizadas de tal manera que regularmente causan un tipo particular de resultado, y explicamos el resultado observado haciendo referencia al mecanismo que regularmente lo induce.

### Mecanismos macro-micro, micro-micro y micro-macro

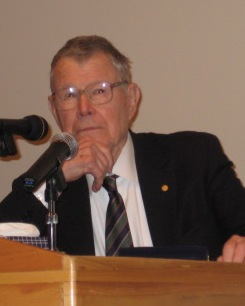
Thomas Schelling. Definió el concepto de mecanismo como «una hipótesis verosímil, o un grupo de hipótesis verosímiles, que podría ser la explicación de algunos fenómenos sociales, dándose la explicación en términos de interacciones entre individuos, o individuos y algún conjunto social.»

Explicar los eventos y estados sociales más concretos requiere que se recurra a varios mecanismos elementales. Algunas veces, estos mecanismos se contrarrestan; otras, funcionan en conjunto. La multiplicidad de mecanismos hace necesario introducir una especie de tipología que los organice de un modo significativo. La tipología presentada por Hedström y Swedberg se basa en el modelo de James Samuel Coleman sobre cómo conceptualizar la acción social colectiva, el así llamado modelo macro-micro-macro.
La idea básica detrás de este modelo es que las explicaciones adecuadas sobre cambios a nivel macro implican mostrar cómo los estados macro influyen en determinado momento sobre el comportamiento de los actores individuales y cómo estas acciones generan nuevos estados macro más tarde. Es decir, en vez de analizar las relaciones entre fenómenos exclusivamente en el nivel macro, se sugiere intentar establecer cómo los eventos o condiciones a nivel macro afectan al individuo (paso 1), cómo el individuo asimila el impacto de estos eventos a nivel macro (paso 2) y cómo cierta cantidad de individuos, a través de sus acciones e interacciones, generan repercusiones a nivel macro (paso 3). Este modo de conceptualizar la acción social se presta de una manera muy natural a una tipología de los mecanismos: mecanismos macro-micro, mecanismos micro-micro y mecanismos micro-macro.
En los dos primeros tipos de situaciones, el actor debe ser considerado como un individuo y el mecanismo es interno (y en este sentido «psicológico» o «social-psicológico»); en el tercer tipo, existe una cierta cantidad de actores y el mecanismo es típicamente externo (y «social»). La siguiente descripción de lo que es un mecanismo, de Diego Gambetta, captura la esencia de los primeros dos tipos de mecanismos, que se enfocan en conductas aisladas: «[Los mecanismos son] modelos causales hipotéticos que muestran el sentido del comportamiento individual [y] presentan la forma “dadas ciertas condiciones K, un agente hará x debido a[l mecanismo] M con la probabilidad p.”» Por otro lado, la definición de Arthur L. Stinchcombe de los mecanismos como mediadores entre niveles bajos y altos se enfoca más directamente en la interacción social y en las consecuencias de la acción social: «Los mecanismos en una teoría son definidos aquí como pedazos de teoría sobre entidades a un nivel diferente (por ejemplo, individuos) del de las entidades principales sobre las que se está teorizando (por ejemplo, grupos), los cuales sirven para hacer la teoría de más alto nivel más flexible, más precisa o más general.» Esto también se aplica a la definición de Thomas Schelling: «Un mecanismo social es una hipótesis verosímil, o un grupo de hipótesis verosímiles, que podría ser la explicación de algunos fenómenos sociales, dándose la explicación en términos de interacciones entre individuos, o individuos y algún conjunto social.»

#### Mecanismo situacional (macro-micro)
El primero de los tres tipos de mecanismos cubre la transición macro-micro, usando la terminología de Coleman, y se denomina mecanismo situacional. El actor individual se encuentra expuesto a una situación social específica y esta situación lo afectará de una determinada manera. Los mecanismos de formación de creencias, generadores de oportunidades y de formación de preferencias son ejemplos prototípicos de mecanismos sociales generales que, de un modo sistemática y razonablemente preciso, vinculan una estructura social u otros eventos o estados macrosociológicos a las creencias, deseos y oportunidades de un actor individual. El mecanismo de formación de creencias ―que opera, entre otras, en la teoría de la profecía autocumplida de Merton― implica que, en situaciones de incertidumbre, la propensión de un individuo a ejecutar una acción (quitar dinero del banco, por ejemplo) dependerá de la cantidad de otros individuos que ya lo hayan hecho, debido a que el número de personas que hayan llevado a cabo el acto en cuestión es interpretado como un indicio del valor o de la necesidad de hacerlo, lo cual influye sobre la decisión del resto respecto de qué curso de acción tomar.
Es posible identificar un mecanismo generador de oportunidades en las cadenas de vacantes. El retiro de una persona de la actividad laboral, motivado quizá por su deseo de una vida más ociosa, crea una oportunidad para otros al dejar libre el puesto de trabajo que anteriormente ocupaba. La vacante generada a raíz del retiro de aquel individuo es ocupada por otra persona, cuya razón para aceptar el puesto puede ser conseguir un mayor estatus, ganar un mejor salario o incluso algo tan simple como cambiar de lugar de trabajo. Esto crea, a su vez, otra vacante en el antiguo trabajo de este individuo. De esta manera, eventos insertos en el marco de la estructura social dan lugar a la realización de deseos individuales y proporcionan oportunidades de movilidad social.
Por último, los mecanismos de formación de preferencias se manifiestan, por ejemplo, en los grupos de referencia. La teoría de los grupos de referencia comienza con la sencilla idea de que la gente toma las normas de otras personas importantes como base de su propia apreciación y evaluación. Un grupo de referencia es un conjunto de personas con el que el individuo se relaciona o aspira a relacionarse y que toma como parámetro para autoevaluarse. Es importante para determinar la identidad, actitudes y relaciones sociales del sujeto, por lo que puede ejercer gran influencia en la formación de las preferencias individuales.

##### Mecanismo de formación de creencias
La teoría de la profecía autocumplida es una de las teorías basadas en mecanismos más conocidas y fue formulada en 1948 por Merton. Hedström y Swedberg sugirieron que esta se fundaba en el mecanismo de formación de creencias. La idea básica consiste en que una definición inicialmente falsa de una situación evoca un comportamiento determinado que termina convirtiendo en verdad aquella falsa concepción. Merton pone como ejemplo la retirada masiva de fondos de un banco a partir de rumores de insolvencia que se esparcen progresivamente y la relación de retroalimentación entre ambos elementos. Una vez que el rumor comienza, es probable que algunos de los clientes retiren sus fondos. Este comportamiento fortalece la creencia de otros de que el banco se encuentra en dificultades financieras, en parte porque las extracciones pueden afectar realmente el estado financiero del banco, pero principalmente porque el acto de retirar sus ahorros en sí mismo señala a los demás que algo podría andar mal en el banco. Esto lleva, a su vez, a que más personas extraigan su dinero, lo cual contribuye a que el rumor se difunda aún más, y así sucesivamente. A través de este mecanismo, incluso un banco inicialmente sólido podría ir a la bancarrota si una gran cantidad de ahorristas retira su dinero debido a la creencia inicialmente falsa de que el banco es insolvente.
Hedström y Swedberg enmarcaron dentro del mecanismo de formación de creencias una segunda teoría, propuesta por Coleman. Esta teoría intentaba explicar las razones por las cuales la posición de un médico en varios círculos profesionales influía sobre el proceso de difusión de una nueva droga, particularmente durante el período inmediatamente posterior su introducción en el mercado. La pregunta entonces era por qué los lazos sociométricos a colegas que habían usado la droga eran influyentes en los primeros meses de disponibilidad de esta, pero no luego. Se sugirió que la respuesta podría encontrarse en la mayor incertidumbre en torno al fármaco que debió haber prevalecido cuando aún era nuevo. Es precisamente en situaciones inciertas que la validación social de los juicios adquiere mayor relevancia. En otras palabras, el médico se verá más influenciado por lo que sus colegas digan o hagan en situaciones inciertas que en situaciones claras. Yendo a lo general, el núcleo del argumento implica que las redes sociales son importantes porque la información sobre las innovaciones se difunde a través de ellas y que la propensión de un individuo a adoptar la innovación dependerá en gran medida de lo que los otros hagan, especialmente cuando exista una incertidumbre considerable respecto del verdadero valor de la innovación.
La tercera y última teoría encuadrada dentro del mecanismo de formación de creencias fue formulada por Mark Granovetter y se refiere al comportamiento colectivo. Granovetter argumentó que la decisión de un sujeto sobre si participar o no en un comportamiento colectivo a menudo depende parcialmente de cuántos otros actores hayan decidido ya participar. Sostuvo además que los individuos diferían en términos del número de otros actores que debían estar participando antes de que ellos decidieran hacer lo mismo, e introdujo el concepto de un «umbral» individual para describir esta heterogeneidad. El umbral de un actor denota la proporción del grupo que debe haberse sumado antes de que el actor en cuestión esté dispuesto a hacer lo mismo. Un resultado cualitativo importante del análisis de Granovetter fue que incluso ligeras diferencias en los umbrales podían producir resultados colectivos muy distintos.
El siguiente ejemplo esclarece la lógica de su teoría. Cuando uno está en una ciudad extraña y entra en un restaurante, la decisión de si cenar allí o no depende en parte de cuántas otras personas hayan decidido ya hacer lo mismo. Si el lugar está casi vacío, probablemente lo tomemos como una mala señal. Así, sin un mínimo determinado de mesas ocupadas, es probable que uno busque otro restaurante. La razón por la que la cantidad de comensales tiene esta capacidad de influirnos radica en que, en situaciones de incertidumbre, el número de mesas ocupadas es interpretado como un indicador de la calidad probable del restaurante, y este indicador puede ser decisivo en la elección del curso de acción de un sujeto.
Merton, Coleman y Granovetter asumen que la propensión de un individuo a llevar a cabo una acción determinada es una función creciente de su creencia respecto de la importancia de realizar dicho acto. Sin embargo, lo que hace especial sus análisis es el mecanismo a través del cual estos sociólogos asumen que se forman las creencias de los individuos. Más específicamente, la particularidad del mecanismo propuesto reside en que la confianza de un sujeto en el valor o en la necesidad de ejecutar cierta acción es una función del número de otros individuos que ya lo han hecho. Los ahorristas de Merton basaban sus opiniones respecto de la solvencia del banco en el número de clientes que habían retirado sus ahorros de este; los médicos de Coleman apoyaban sus evaluaciones sobre los posibles efectos de una nueva droga en los actos de sus colegas; y los comensales de Granovetter fundaban su decisión de si comer o no en cierto restaurante en la cantidad de mesas ocupadas. Esto quiere decir que ulteriormente la propensión de un sujeto a retirar sus fondos de un banco, a prescribir una nueva droga o a visitar determinado restaurante es una función creciente del número de otros individuos que ya han llevado a cabo la misma acción. La característica fundamental de las tres teorías consideradas ―aquello que les brinda un carácter desvinculado de la obviedad, de lo simplemente intuitivo― es su relación con el mecanismo de formación de creencias, el cual sostiene que el número de individuos que realizan un acto señala a los otros su valor o  necesidad probable y esta señal influye sobre la decisión de estos otros individuos acerca de qué hacer.

#### Mecanismo de acción-formación (micro-micro)
El segundo tipo de mecanismo se ubica en el nivel micro y es conocido como mecanismo de acción-formación. Muestra cómo una combinación específica de deseos, creencias y oportunidades de acción individuales generan una acción particular. Una gran cantidad de mecanismos psicológicos y social-psicológicos operan a este nivel. Las teorías de la decisión generales, así como teorías más específicas como la teoría de la disonancia cognitiva de Leon Festinger, ilustran diferentes tipos de mecanismos de acción.
La reducción de la disonancia cognitiva constituye un mecanismo causal que lleva a las personas a dejar de desear lo que no pueden conseguir, como en la fábula de La zorra y las uvas. En la fábula, la zorra, al darse cuenta de que las uvas que desea están demasiado alto y son inalcanzables, inventa para sí misma la excusa de que aún están verdes. De esta manera, disminuye la tensión entre dos cogniciones en conflicto (el deseo de conseguir las uvas y la imposibilidad de hacerlo) al agregar una nueva cognición (las uvas están verdes) que crea un sistema de creencias coherente. Del mismo modo, una persona que inicialmente consideraba muy deseable cierto puesto de trabajo bien podría cambiar de opinión y tacharlo de poco interesante cuando se enfrenta al hecho de que no tiene posibilidades de obtenerlo.

#### Mecanismo de transformación (micro-macro)
El tercer tipo de mecanismo cubre la transición micro-macro y es denominado mecanismo de transformación. Aquí, cierta cantidad de individuos interactúa y el mecanismo específico (que difiere dependiendo de la naturaleza de la interacción) muestra cómo estas acciones individuales dan lugar a repercusiones colectivas intencionales o no. La tragedia de los comunes y los modelos de mercado neoclásicos son ejemplos de mecanismos de transformación.

### Principios básicos del enfoque mecanicista
El enfoque mecanicista se caracteriza por los siguientes cuatro principios básicos: acción, precisión, abstracción y reducción. El primero de estos principios ―explicaciones basadas en acciones― implica que son actores y no variables los que ejecutan la acción. Una explicación basada en mecanismos no se erige sobre meras asociaciones entre variables, sino que siempre se refiere directamente a las causas y consecuencias de la acción individual orientada al comportamiento de otros. Un corolario de este principio es que no existe tal cosa como un «mecanismo de nivel macro»; las entidades y eventos a nivel macro están siempre vinculados entre sí a través de combinaciones de mecanismos situacionales, de acción-formación y de transformación (es decir, todo cambio a nivel macro debería conceptualizarse en términos de tres transiciones separadas: macro-micro, micro-micro y micro-macro). En otras palabras, el propósito de la aplicación del modelo de Coleman consiste en traducir las relaciones macro-macro directas en un proceso causal macro-micro-macro. Además de estas características básicas de los mecanismos sociales, en la opinión de Hedström y Swedberg, el mecanismo ideal debería ser simple y no obvio.
El segundo principio ―la precisión explicativa― captura la esencia de la sociología de alcance intermedio y expresa la idea de que la sociología no debería embarcarse prematuramente en el estudio de temas amplios y vagos o intentar establecer leyes sociales universales (las que, en cualquier caso, probablemente no existan). En lugar de ello, debería aspirar a explicaciones construidas específicamente para una gama limitada de fenómenos. Esta gama limitada no equivale a una pequeña parte de la sociedad; el mismo mecanismo puede encontrarse a menudo en muchos puntos de la sociedad.
El tercer principio ―la abstracción― manifiesta que la teorización efectiva no es posible sin una depuración de los factores irrelevantes y una mirada aguda en el asunto central. Mientras que este proceso ha sido asimilado en economía, no es tan así en sociología. Es a través de la abstracción y de la acentuación analítica que los mecanismos sociales generales se vuelven visibles.
El último de los cuatro principios que caracterizan el enfoque mecanicista ―la reducción― equivale a la estrategia reduccionista en ciencia de abrir la «caja negra» y al esfuerzo por intentar angostar la brecha entre entrada y salida, entre causa y efecto. Una explicación basada en mecanismos proporciona un buen acoplamiento entre el explanans y el explanandum.

## Importancia y alcance de los mecanismos sociales
La focalización en los mecanismos sociales por parte de la teorización sociológica busca dirigir la atención a un nivel de análisis intermedio entre la pura descripción y la construcción de historias verosímiles, por un lado, y las leyes sociales universales, por otro. Mientras que la búsqueda de leyes universales resulta atractiva, se ha argumentado que este tipo de teorización probablemente no tenga la capacidad de desarrollar un cuerpo teórico explicativo útil. Los sociólogos analíticos sostienen que el principal objetivo de la teorización sociológica debería ser el desarrollo de teorías de alcance intermedio que expliquen los mecanismos sociales que producen las relaciones observadas entre el explanandum y el explanans.

### Mecanismos y explicaciones causales

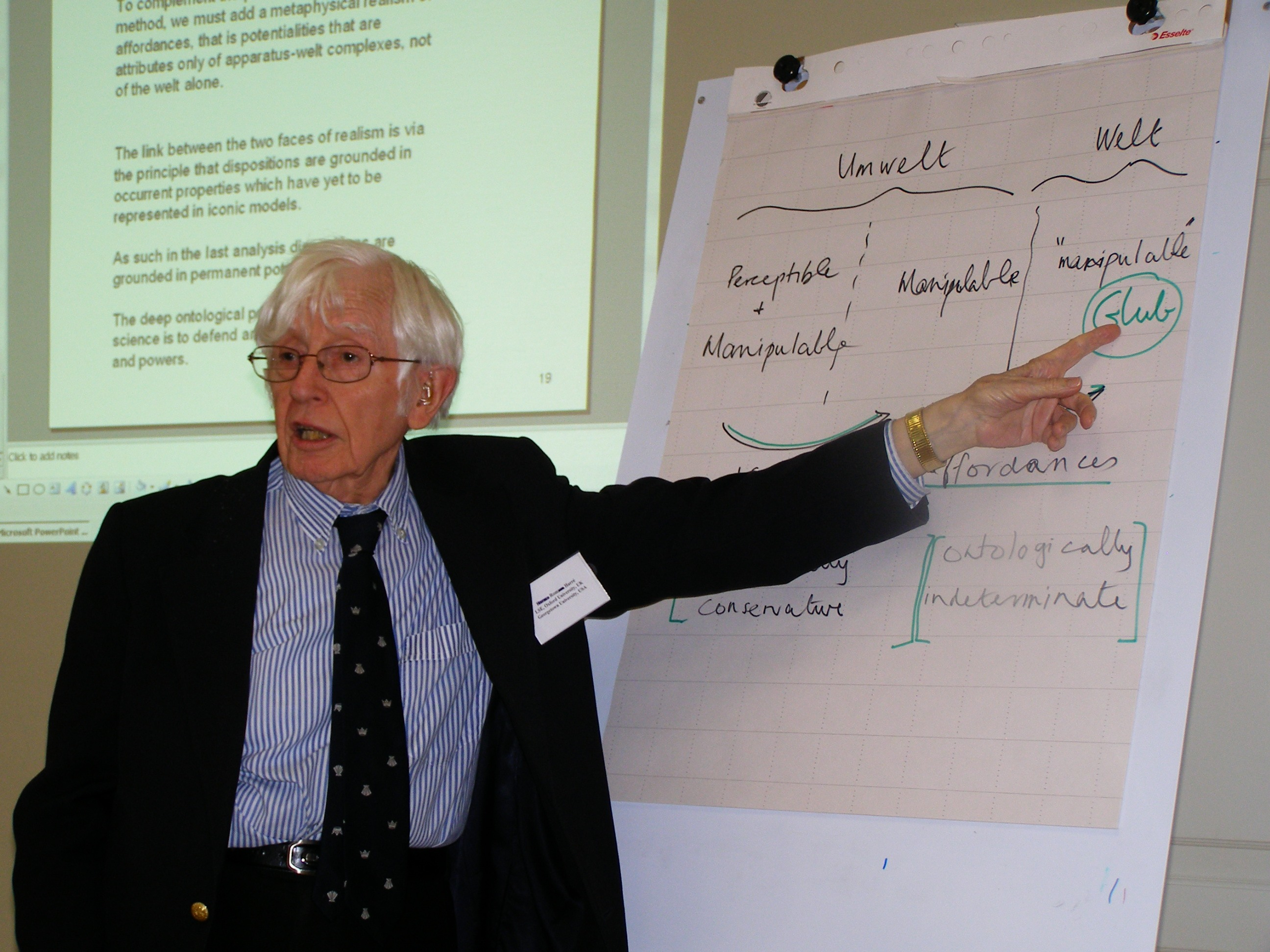
Rom Harré. Su descripción de las explicaciones causales da cuenta de la jerarquía de niveles explicativos.

En las palabras de Rom Harré: «Para explicar un fenómeno, para explicar algún patrón de sucesos, debemos ser capaces de describir el mecanismo causal que es responsable por él. Para explicar la acción catalítica del platino debemos no solo saber en qué casos el platino cataliza una reacción química, sino qué es el mecanismo de catálisis. Para explicar el hecho de la catálisis necesitamos conocer o ser capaces de imaginar un mecanismo verosímil». Harré distingue dos condiciones que deben ser satisfechas a fin de que pueda afirmarse que verdaderamente existe una relación causal entre sucesos o fenómenos. La primera de ellas, vinculada a la existencia de evidencia prima facie, es que debe haber algún patrón o estructura en lo que se observa, aquello que llamamos «regularidad» o «repetición» cuando descubrimos que un tipo de suceso es seguido por determinados sucesos de otro tipo. Por ejemplo, frente al descubrimiento de que quienes no consumen frutas y vegetales frescos desarrollan escorbuto mientras que quienes incluyen esos alimentos en su dieta no padecen la enfermedad, se tiene evidencia prima facie de la existencia de una relación causal entre la privación de frutas y vegetales y el escorbuto. Sin embargo, es necesario, además, detectar el mecanismo operante, lo que implica un estudio de la química de los alimentos y de la fisiología y la química del cuerpo. Este estudio proporcionará una idea del mecanismo que explica los patrones de sucesos que involucran la ausencia o presencia de vegetales frescos y el desencadenamiento y cura de la enfermedad. La descripción de los mecanismos ―que constituye la segunda condición a la que Harré se refiere― concluye un estudio causal. Nuestro conocimiento se encasilla entonces en dos estratos: en uno de ellos, los hechos a ser explicados son expuestos y su patrón, descrito; en el estrato subyacente, se imagina o se describe el mecanismo causal.
Ahora bien, este mecanismo es descrito en términos de reacciones químicas y de un mecanismo fisiológico. Ambos exhiben sus propios patrones característicos y regularidades, que demandan una explicación causal. Así, la teoría de los átomos y las moléculas y la valencia química dan cuenta de las reacciones químicas. Por medio del modelo presentado por Harré, es posible describir un mecanismo causal responsable por las reacciones químicas, y lo mismo se aplica a la explicación de hechos fisiológicos y bioquímicos. De esta manera, se habrá alcanzado un nuevo estrato, que propicia el desarrollo de hipótesis prima facie sobre la existencia de relaciones causales, de algún mecanismo que explique la capacidad de combinación de los átomos. Un aspecto importante de la teoría de los mecanismos es que frecuentemente refiere a una jerarquía de niveles y presenta un nivel explicativo «más bajo» con respecto al nivel «más alto» a ser explicado.
La idea central detrás del enfoque mecanicista fue expresada por Jon Elster de la siguiente manera: «Explicar un evento es contar por qué ocurrió. Generalmente […] esto toma la forma de citar un evento anterior como la causa del evento que queremos explicar […]. [Pero] citar la causa no es suficiente: el mecanismo causal también debe ser suministrado, o al menos sugerido.» Los mecanismos causales no son mencionados explícitamente en la conversación cotidiana, en la mayor parte de los escritos históricos y en muchos análisis científicos sociales. En lugar de ello, son sugeridos a través del modo en que la causa es descrita. En las explicaciones narrativas, se presupone tácitamente que solo los rasgos causalmente relevantes del evento son empleados para identificar el mecanismo. Si se nos dice que una persona murió por haber ingerido comida en mal estado, asumiremos que el mecanismo habrá sido la intoxicación alimentaria. Si se nos dice que falleció por haber comido un alimento al que era alérgico, supondremos que el mecanismo habrá sido una reacción alérgica. Supongamos ahora que el individuo en cuestión realmente murió por intoxicación, siendo que además era alérgico al alimento ingerido (langosta, por ejemplo). En tal circunstancia, sería cierta pero engañosa la afirmación de que falleció debido a la ingesta de un alimento al que era alérgico. Se estaría sugiriendo un mecanismo causal equivocado. Por otro lado, afirmar que murió por haber comido langosta sería cierto pero poco informativo en tanto no se den más detalles. En términos estrictos, tal aserción no sugiere mecanismo causal alguno y excluye muy pocos. En efecto, el mecanismo real podría haber sido casi cualquier cosa, desde ser atropellado por un auto hasta baleado, siempre que estos eventos hayan sido desencadenados de alguna manera por el hecho de que el difunto había comido langosta. Debe establecerse entonces una distinción entre las explicaciones causales y las verdaderas declaraciones causales.
A menudo se cree que al describir la causa de un fenómeno o la «serie causal» que condujo a su advenimieto, uno habrá determinado asimismo el mecanismo, pero este no es el caso. Puede decirse, pues, que la especificación narrativa del proceso generativo no equivale a la identificación del mecanismo. No basta con narrar el proceso o la secuencia de eventos en orden cronológico a fin de aislar el mecanismo causal, pues el relato narrativo de una secuencia de eventos históricos no es lo mismo que un relato teórico. Tal como lo demuestra Elster, las afirmaciones referentes a las causas deben diferenciarse de los mecanismos causales.

### Función analítica de los mecanismos

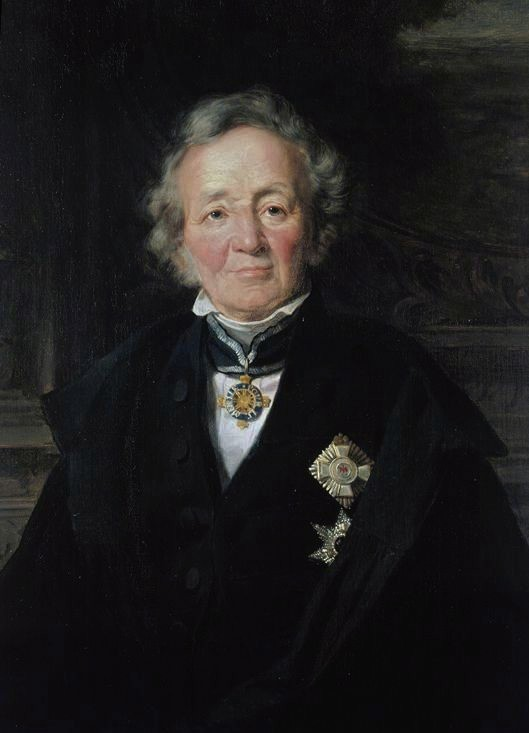
Leopold von Ranke. Los sociólogos analíticos han manifestado su escepticismo hacia su perspectiva historicista respecto de que la historia debería ser analizada como realmente fue, pues toda descripción implica una selección de los elementos considerados.

Tanto en las ciencias naturales como en las sociales, los mecanismos son generalmente construcciones analíticas no observadas empíricamente. En física, se conjeturó la existencia de los electrones y los neutrones y se teorizó su rol en varios procesos físicos mucho antes de que pudieran ser observados. De manera similar, las ciencias sociales a menudo postulan la existencia de mecanismos explicativos no observados. La presunción de intenciones y preferencias ha demostrado ser extremadamente útil en dispositivos analíticos aunque nunca hayan sido observadas. Los mecanismos son construcciones analíticas que proporcionan conexiones hipotéticas entre eventos observables.
La característica clave del enfoque analítico es que primero construye un modelo analítico de la situación a ser analizada (un «tipo ideal»). En principio, este modelo teórico es construido de manera tal que incluye solo los elementos que se consideren esenciales para explicar el problema. El objetivo del análisis teórico, entonces, es este modelo y no la realidad que el modelo pretende explicar. Sin embargo, en la medida en que el modelo teórico incorpore los elementos esenciales de la situación concreta, los resultados del análisis teórico arrojarán luz sobre la situación real a explicar.
Según Hedström y Swedberg, gran parte de la teoría sociológica actual parece estar guiada por la incredulidad respecto del valor de las abstracciones analíticas y por la concomitante confianza en la posibilidad de proporcionar explicaciones teóricas sobre lo que sucede de la manera en que sucede. De ser realizable, esta posición sería muy atractiva, pero dar cuenta de algo «como sucedió realmente» es siempre problemático y reminiscente de la perspectiva historicista de Leopold von Ranke respecto de que la historia debería ser siempre analizada como realmente fue. John Lewis Gaddis afirma que es necesario desechar la idea de que pueda aislarse totalmente un acontecimiento, que es lo que en última instancia propone la teoría de leyes generales. Por supuesto, todo acontecimiento tiene su causa, pero «consideraríamos irresponsable tratar de “aislar” causas únicas de acontecimientos complejos. La historia procede de múltiples causas y sus intersecciones», o dicho de otro modo, «una explicación histórica tiene que buscar siempre alguna forma de “contextualismo”, de relación de los todos y las partes por su recíproca implicación». Aunque haya varias causas, la historia no debe realizar una simple enumeración de estas, pues «toda discusión histórica gira en torno de la cuestión de la prioridad de las causas».
La simple descripción de todos los eventos, microscópicos y macroscópicos, que se producen en un espacio reducido durante un segundo ―si acaso fuera técnicamente posible― llevaría demasiado tiempo, y este hecho constituye la principal causa de la necesidad de un enfoque analítico. Incluso en la más trivial de las descripciones sobre una situación social, nos vemos forzados a ser altamente selectivos en cuanto a los elementos a incluir; implícita o explícitamente, esta elección es guiada por nuestras consideraciones respecto de los elementos esenciales de la situación. Así, hasta los relatos descriptivos más pormenorizados son siempre «modelos» de situaciones sociales concretas, y estos modelos descriptivos siempre distorsionarán la realidad al acentuar ciertos aspectos de la situación e ignorar otros. Una importante implicación de esto es que la alternativa a un modelo específico no puede ser una explicación desvinculada de todo modelo sino siempre un modelo alternativo. A modo de analogía, podría decirse entonces que las metáforas revisten la misma importancia en la poesía que los modelos ostentan en las ciencias sociales, pues ambos constituyen el propio corazón de la materia.

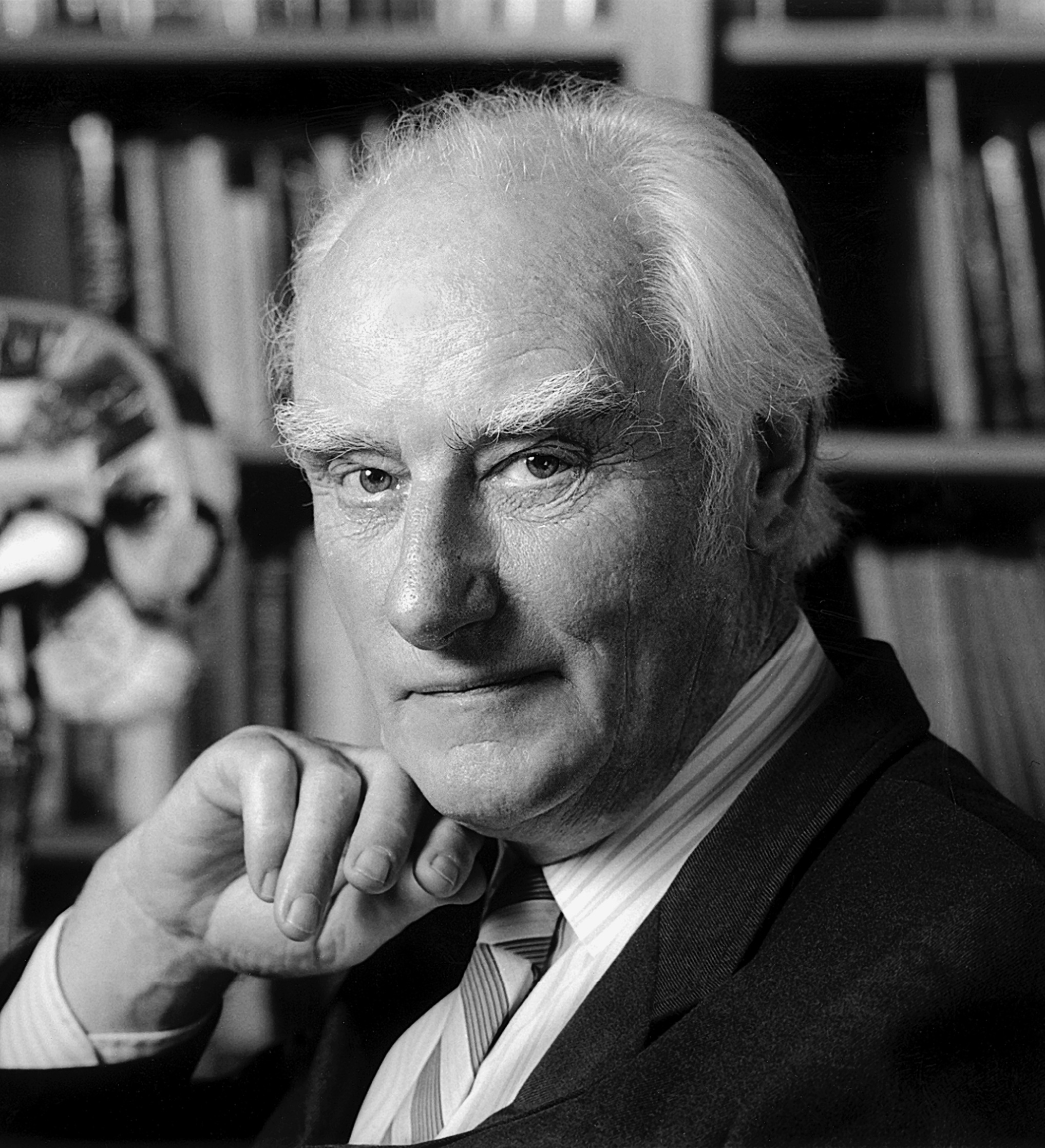
Francis Crick. Afirmó que una buena teoría debía fundarse en los mecanismos explicativos básicos.

La definición de los parámetros de un modelo se produce a través de dos alternativas. En la primera, la especificación de los modelos procede de las condiciones espacio-temporales concretas a las que se aplican (por ejemplo, burocracia en la Francia del siglo XVIII, la organización de un sistema de bienestar local en las principales capitales europeas entre 1970 y 1990, etc.). En la segunda ―la preferida por los sociólogos analíticos―, la especificación del modelo se produce por medio de las condiciones abstractas de validez. A modo de ejemplo, Barbera menciona un artículo de Edgar Kiser en el que se muestra que, ante la ausencia de infraestructura de comunicación y transporte adecuada y frente a un escaso desarrollo de las técnicas para el registro de pagos, es probable que surjan problemas de monitoreo y control en la relación entre el Estado y los ciudadanos. Esto proporciona un incentivo para la privatización de las organizaciones recaudadoras de impuestos y ralentiza el desarrollo de la clase asalariada empleada por el Estado. Al recurrir a las condiciones abstractas (o mejor dicho, al pasar de las condiciones de validez concreta a las condiciones abstractas), se incrementa la transferibilidad del argumento. Kiser y sus colaboradores aplicaron el modelo sucintamente presentado a la explicación de formas de recolección de impuestos en contextos concretos muy diferentes, tales como los países contemporáneos en vías de desarrollo. Al propiciarse la transferibilidad del mecanismo por medio de la especificación de las condiciones abstractas de validez se amplía el alcance de la explicación.
Los modelos analíticos no se adecuan perfectamente a ninguna situación en particular y no pretenden ser universales. Esto significa que son descriptivamente incompletos, pero incorporan un conjunto de características y dimensiones que pueden ser útiles para el análisis. La crítica de la sociología convencional respecto de la teoría analítica se enfoca en el realismo de sus supuestos. Las objeciones de este tipo ―que básicamente implican señalar que teorías intencionalmente construidas sobre la base de supuestos empíricamente imprecisos o incompletos justamente se erigen sobre supuestos empíricamente imprecisos o incompletos― han sido, pues, entendidas como redundantes. La elección entre los infinitamente abundantes modelos analíticos que pueden ser utilizados para describir y analizar una situación social dada no puede fundarse en su verdadero valor, pues todos los modelos, por su propia naturaleza, distorsionan la realidad que pretenden explicar. En cambio, la elección debería efectuarse sobre la base de cuán útiles probablemente sean los diversos modelos analíticos para determinado propósito.
La creencia en explicaciones que proporcionan relatos de lo que sucede tal como sucede ha impregnado la literatura sociológica por décadas y producido gran abundancia de detalladas narrativas descriptivas pero pocos mecanismos explicativos de alguna generalidad. Es a través de las abstracciones y de la acentuación analítica que los mecanismos generales se vuelven visibles. Sin embargo, es necesario tomar en consideración el hecho de que también estas abstracciones distorsionan el relato descriptivo de lo realmente aconteció al resaltar ciertos aspectos de la situación en desmedro de otros. En este sentido, ha sido considerado igualmente válido para las ciencias sociales lo que Francis Crick afirmó acerca del desarrollo de teorías en biología: «Para producir una teoría biológica realmente buena uno debe tratar de ver a través del desorden producido por la evolución los mecanismos básicos que yacen detrás.»

## Verosimilitud de las explicaciones causales
La formulación de explicaciones causales basadas en la especificación de los mecanismos que realmente operaron en la suscitación de determinada consecuencia debe distinguirse de la construcción de meras historias verosímiles. La diferencia entre ambas reside en que mientras que una explicación genuina da cuenta de lo que sucedió atendiendo al modo en el que realmente aconteció —es decir, teniendo en cuenta los mecanismos que operaron en realidad—, contar una historia consiste simplemente en explicar lo que pasó tal como podría haber ocurrido (y quizá haya ocurrido). Esta diferenciación podría resultar trivial o extraña para quienes consideren que no hay lugar en la ciencia para especulaciones de esta clase. Sin embargo, Elster argumenta que lo hay, aunque no debe ser confundido con el de las explicaciones.
Las historias pueden sugerir explicaciones nuevas y parsimoniosas. En las palabras de Ray Pawson: «La estructura básica de la formulación de hipótesis toma la forma de especular sobre los mecanismos generativos que dan origen a patrones de resultados observables.» Supongamos que alguien afirma que el comportamiento altruista es una prueba concluyente de que no toda acción humana es egoísta o que el comportamiento emocional da por tierra con la idea de que toda acción es racional. Uno podría concluir entonces que existen tres formas irreductiblemente diferentes de comportamiento: racional y egoísta, racional y no egoísta e irracional. La búsqueda de la parsimonia que caracteriza a la buena ciencia podría llevarnos a cuestionar esta conclusión. En tal circunstancia, nos preguntaríamos si la decisión de ayudar a otro no estaría ulteriormente motivada por el deseo de conseguir un beneficio propio o si no cabe la posibilidad de descubrir cierta racionalidad detrás del comportamiento movilizado por las emociones. El primer paso para dar una respuesta positiva a estos interrogantes consiste en construir una historia verosímil que muestre cómo esas suposiciones podrían concretarse. En el caso que estamos analizando, estas historias verosímiles podrían verificarse en la posibilidad de que las personas ayuden a otros porque esperan reciprocación o que se enojen porque eso las ayuda a conseguir lo que desean. Al presentar una historia, uno puede transformar un asunto metafísico en uno accesible a la investigación empírica. La pregunta entonces es si las premisas de la historia son verdaderas, no si es posible o imposible explicar una serie de fenómenos en términos de otros fenómenos menos complejos.
Por otro lado, estas historias pueden resultar engañosas y perjudiciales si se las confunde con explicaciones genuinas. La idea de que «todo tiene una función» ha dirigido gran parte de las ciencias sociales. De esta manera, debería mostrarse lo útil que es incluso el comportamiento que parece nocivo, el que, además, debería ser explicado en términos de esa utilidad. Para demostrar la utilidad y la función de dichos comportamientos, los eruditos a menudo recurren a las historias. Así, el comportamiento que no es óptimo hoy podría haberlo sido bajo otras circunstancias en el pasado, el que no es óptimo aislado podría ser un elemento indispensable de un comportamiento más general que sí lo sea, y lo que no es beneficioso para el individuo podría ser bueno para la sociedad en su conjunto. Elster defiende la idea de que con un poco de ingenio uno siempre podrá contar una historia que dé vuelta las cosas, pero esto no prueba que las cosas sean realmente de esa manera pues estas historias por sí mismas no son más fidedignas que las historias ficcionales de la literatura.

## Crítica a las asociaciones estadísticas y leyes generales
Uno de los pilares de la sociología analítica consiste en detallar de manera clara y precisa los mecanismos que provocan determinados hechos sociales. En filosofía, la perspectiva tradicional solía ser que la explicación de un fenómeno implicaba mostrar que este era esperable dada una ley causal general y aplicable. Sin embargo, esta postura considerada más bien obsoleta hoy por hoy nunca fue de gran importancia en la sociología. La explicación sociológica se centra en mecanismos y asociaciones estadísticas, y así ha sido por décadas.
La sociología analítica sostiene que las explicaciones deberían referirse a los tipos de entidades y actividades que se cree que produjeron el resultado a ser explicado. Propone que si se cree que los actores, sus propiedades, acciones y relaciones son lo que explica el cambio social, deberían formularse explicaciones en esos términos y no en términos de diversas abstracciones sociales y sus relaciones. Esta concepción de las explicaciones adecuadas como modelos generativos que muestran cómo un mecanismo propuesto genera el resultado a ser explicado difiere en aspectos importantes de los principios explicativos de la sociología tradicional, donde el énfasis se encuentra más bien en las asociaciones estadísticas.

### Modelo deductivo-nomológico

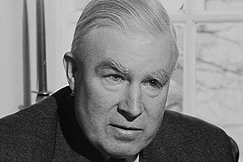
Georg Henrik von Wright. Afirmó que el modelo de Carl Hempel no explica los fenómenos, sino que se limita a justificar ciertas expectativas y predicciones.

La necesidad de detallar los mecanismos causales en las explicaciones significa que no basta con establecer meras covariaciones sistemáticas entre variables y eventos, pues una explicación satisfactoria requiere la especificación de los «engranajes y ruedas» sociales responsables de la existencia de la relación. La concepción mecanicista de las explicaciones causales difiere en aspectos importantes del modelo deductivo-nomológico defendido por Carl Hempel. Según Hempel, la explicación de un evento implica subsumirlo a una ley general. Por lo tanto, una explicación satisfactoria debería precisar la ley general y las condiciones que hacen aplicable la ley al caso específico. Hempel sostenía que el desarrollo de leyes deterministas era bastante improbable en las ciencias sociales e históricas. Las «leyes» que pueden ser invocadas en las ciencias sociales serían, en cambio, de naturaleza probabilística (es decir, afirmarían que un evento en particular se produciría con tal o cual probabilidad dadas ciertas condiciones especificadas).
Debido a que esta forma de explicación equivale a simplemente aplicar una ley general a una situación específica, el entendimiento que proporciona este ejercicio dependerá de la profundidad y la solidez de la «ley probabilística». Si esta ley es solo una asociación estadística, lo cual según Hempel es la norma en las ciencias sociales e históricas, la explicación específica no ofrecerá una comprensión más acabada que la ley en sí misma y generalmente solo sugerirá que una relación probablemente exista, pero no dará ninguna pista respecto de por qué este podría ser el caso. Por estas razones, Hedström y Swedberg se inclinaron a consentir la afirmación de Georg Henrik von Wright con respecto a que es mejor «no decir que el modelo inductivo-probabilístico [de Hempel] explica lo que pasa, sino decir solamente que justifica ciertas expectativas y predicciones.»
Hempel sostenía que una explicación científica implicaba la deducción lógica del evento a ser explicado, partiendo de leyes generales y afirmaciones sobre las condiciones iniciales como premisas. Una objeción posible a su modelo es que las layes generales pueden reflejar una correlación en vez de una relación causal. La correlación no implica causalidad pues dos eventos que suelen ocurrir conjuntamente y que por eso son considerados causa y consecuencia del otro podrían en realidad ser ambos consecuencias de un tercer evento no considerado. Una segunda crítica consiste en que las leyes, incluso cuando son genuinamente causales, no son explicativamente relevantes en aquellos casos en los que otro mecanismo se adelantó al mecanismo implícito en dichas leyes y produjo él mismo la consecuencia que la ley general habría asumido que se produciría por otra razón.
En el siguiente ejemplo puede apreciarse claramente la falibilidad explicativa del modelo de Hempel incluso en casos en los que las expectativas de la ley probabilística se concretaron. Considérese el caso de una persona que sufre de una enfermedad incurable con una altísima tasa de mortalidad dentro del año de su detección que muere, sin embargo, en un accidente de tránsito. Al explicar por qué murió dentro del período de tiempo esperado, de nada sirve afirmar que muy probablemente fuera a morir en ese lapso debido a su enfermedad. Si todo lo que se sabe sobre el caso es la existencia de la enfermedad, la acotada esperanza de vida de las personas que la sufren y la pronta muerte del sujeto, sería razonable inferir que falleció a causa de su frágil estado de salud. Se tiene entonces un evento anterior ―el avance de la enfermedad, que podría ser perfectamente malinterpretado como la causa― y un mecanismo causal suficiente para producir el evento posterior. Pero no es necesario que dicho mecanismo opere para que se produzca esta consecuencia que parece inexorable: otro mecanismo puede adelantársele y producir él mismo el efecto observado, evitando así que aquel primer mecanismo intervenga. A fin de explicar lo que sucedió concretamente, es necesario conocer qué mecanismo causal operó en realidad y no asumir que lo que hemos observado es consecuencia de cierto mecanismo que probable y previsiblemente haya intervenido. Las explicaciones causales difieren de las descripciones de lo que «debe» suceder. Es necesario entonces distinguirlas de las afirmaciones sobre la mera necesidad de determinada consecuencia, pues explicar un evento consiste en contar por qué ocurrió del modo en que ocurrió; no se trata simplemente de predecir resultados dadas ciertas condiciones iniciales sin tener en cuenta el mecanismo a través del cual dicho resultado se produjo.

#### Explicaciones de «caja negra»
El modelo deductivo-nomológico justifica el uso de explicaciones de «caja negra» en las ciencias sociales porque no estipula que el mecanismo que conecta el explanans con el explanandum deba ser suministrado a fin de producir una explicación aceptable. Una importante ventaja del enfoque basado en mecanismos es que proporciona (o alienta) explicaciones más profundas, directas y finas. En consecuencia, la búsqueda de mecanismos generativos contribuye a distinguir entre genuina causalidad y asociación coincidente e incrementa nuestro entendimiento sobre por qué observamos lo que observamos.
El rol que juega la búsqueda de mecanismos en la distinción de asociaciones espurias y reales es ilustrado por una controversia surgida en torno a los posibles perjuicios a la salud ocasionados por los campos electromagnéticos. Algunos estudios epidemiológicos han encontrado una asociación empírica entre la exposición a campos electromagnéticos y la leucemia infantil. Sin embargo, la significatividad de la asociación de ambos elementos se vio enormemente reducida ante la ausencia de un mecanismo biológico conocido que explicara de qué manera los campos magnéticos de baja frecuencia podían causar cáncer. Se concluyó además que era extremadamente poco probable que tal mecanismo fuera descubierto alguna vez, porque un mecanismo que diera cuenta de la mencionada asociación violaría principios físicos bien establecidos. La falta de un mecanismo verosímil aumenta la probabilidad de que la débil y más bien asistemática evidencia empírica recogida en esta literatura epidemiológica simplemente refleje factores no medidos que suscitaron una confusión más que una relación causal genuina.
La distinción entre explicaciones de «caja negra» y explicaciones basadas en mecanismos puede esquematizarse de la siguiente manera. Asumamos que hemos observado una relación sistemática (no aleatoria) entre dos tipos de eventos o variables, I y O. El modo en que los dos grupos de eventos o variables se relacionan entre sí está expresado en el mecanismo, M:
I → [M] → O
Lo que caracteriza a la explicación de «caja negra» es que asume que el vínculo entre la entrada y la salida, o entre el explanans y el explanandum, está desprovisto de estructura, o que, más allá de la estructura que pueda tener, esta no es de interés inherente (quizá porque no pueda ser observada o porque puede predecirse O aunque los mecanismos que vinculen a I y a O no sean conocidos). Sin embargo, si bien a veces estamos en posición de decir que un evento de cierto tipo es invariable o regularmente seguido por un evento de otro tipo, esto no implica que los eventos del primer tipo sean causa de los del segundo porque ambos podrían ser efectos comunes de un tercer evento. Por esta razón, se debe establecer una distinción entre explicaciones causales y afirmaciones sobre correlaciones.

##### Irrelevancia causal de las clases sociales
Una línea de investigación sociológica que ilustra las deficiencias de las explicaciones de «caja negra» es la que se ocupa del estudio de las clases y de sus correlatos individuales. En la sociología orientada empíricamente, la pertenencia de los individuos a una determinada clase se ha convertido en una explicación popular para varios fenómenos a nivel individual como los ingresos y la salud. El concepto de clase podría ser útil para propósitos descriptivos y, en este sentido, sirve a modo de simplificación de varios aspectos de las condiciones socioeconómicas de los individuos. Esta tradición investigativa ha producido investigaciones empíricas informativas que describen las condiciones de vida de las diferentes «clases». Sin embargo, es cuestionable si la práctica empírica de relacionar variables que refieran a clase e ingresos o clase y salud tiene valor explicativo ―en el sentido de dilucidar algún factor que contribuya a nuestro entendimiento sobre por qué observamos lo que observamos― debido a que no detalla los mecanismos causales que generaron la relación.
A pesar de la retórica sociológica común respecto de considerar la clase como un «determinante» de varios rasgos y comportamientos individuales, obviamente esta no puede en sí misma influir sobre los ingresos o la salud del individuo. Una «clase» no puede ser un agente causal pues no es más que un agregado construido de títulos ocupacionales. Una asociación estadística entre «clase» e ingresos o entre «clase» y salud simplemente nos dice que individuos de ciertas «clases» tienen ingresos más bajos y peor salud que otros, pero nada dice sobre por qué este es el caso. Para responder esa pregunta, es necesario presentar y explicar los mecanismos generativos que podrían haber producido las diferencias observadas en los ingresos y la salud promedios entre los grupos ocupacionales que los investigadores han incluido en diferentes «clases». El «efecto» estadístico de una variable referida a la clase en contextos como este es esencialmente un indicador de la inhabilidad para especificar adecuadamente los mecanismos explicativos subyacentes. Cuanto menores sean los esfuerzos por especificar e incorporar los mecanismos generativos reales al modelo estadístico, más fuerte parecerá el «efecto» de la variable de clase.

##### Ejemplos de explicaciones de «caja negra» falibles

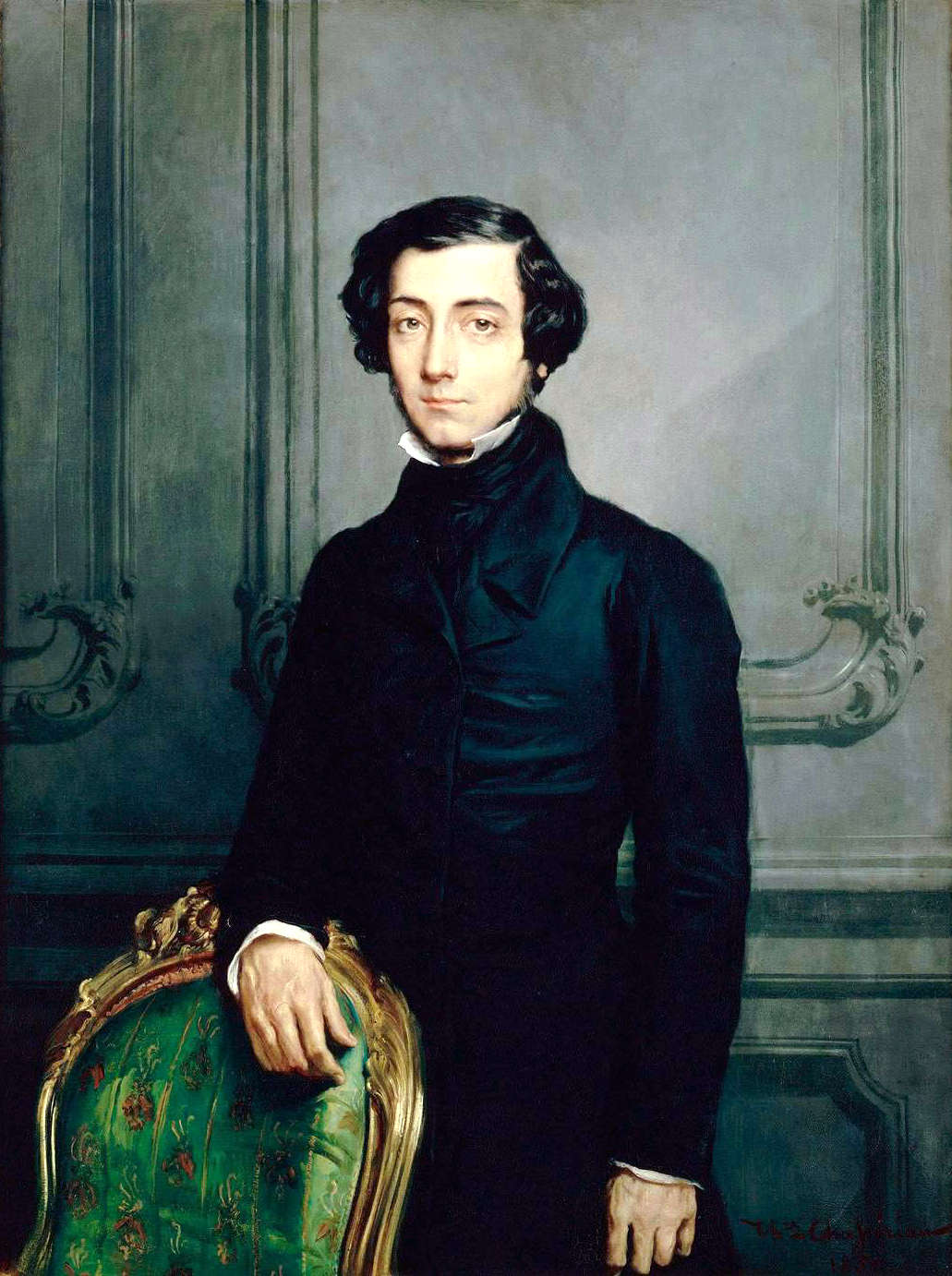
Alexis de Tocqueville. Se trata de uno de los autores clásicos de las ciencias sociales más explícitamente comprometido con las explicaciones mecanicistas.

Considérese el hallazgo de que los niños hijos de padres separados que han llegado a instancias legales por discrepancias respecto de la custodia sufren más que aquellos cuyos padres han alcanzado un acuerdo privado sobre este asunto. Podría ser que el juicio por la custodia en sí mismo explique la diferencia, debido a que provoca angustia y culpa en el niño. Sin embargo, también sería posible que las disputas acerca de la custodia sean más frecuentes entre padres separados hostiles entre sí y que los hijos de dichos padres tiendan a ser menos felices. Para distinguir entre ambas interpretaciones, sería necesario obtener información sobre el grado de sufrimiento del niño antes y después del divorcio.
En su libro La democracia en América, Alexis de Tocqueville discute la presunta relación causal entre el matrimonio por amor y la infelicidad marital. Señala que semejante relación solo podría tener lugar en sociedades en las que esos matrimonios sean la excepción y los matrimonios arreglados, la regla. Solo las personas obstinadas habrían ido contra la corriente casándose por amor en los Estados Unidos de ese entonces y no es muy probable que dos personas obstinadas tengan un matrimonio feliz. A su vez, las personas que van contra la corriente no son bien tratadas por sus pares más conformistas, lo que provoca amargura y mayor infelicidad. La primera posición —la de una conexión causal entre matrimonio por amor e infelicidad— no descansa sobre una correlación causal. La postura alternativa efectivamente indica una verdadera relación causal, aunque no la que los críticos de los matrimonios por amor a los que Tocqueville dirigía sus argumentos tenían en mente. Así, casarse por amor solo produce infelicidad en un contexto en el que esta práctica es excepcional. Según Tocqueville, matrimonio por amor e infelicidad no serían causa y consecuencia, sino ambos consecuencias de la obstinación en una sociedad en la que lo habitual son los matrimonios arreglados.

### Teorización basada en variables

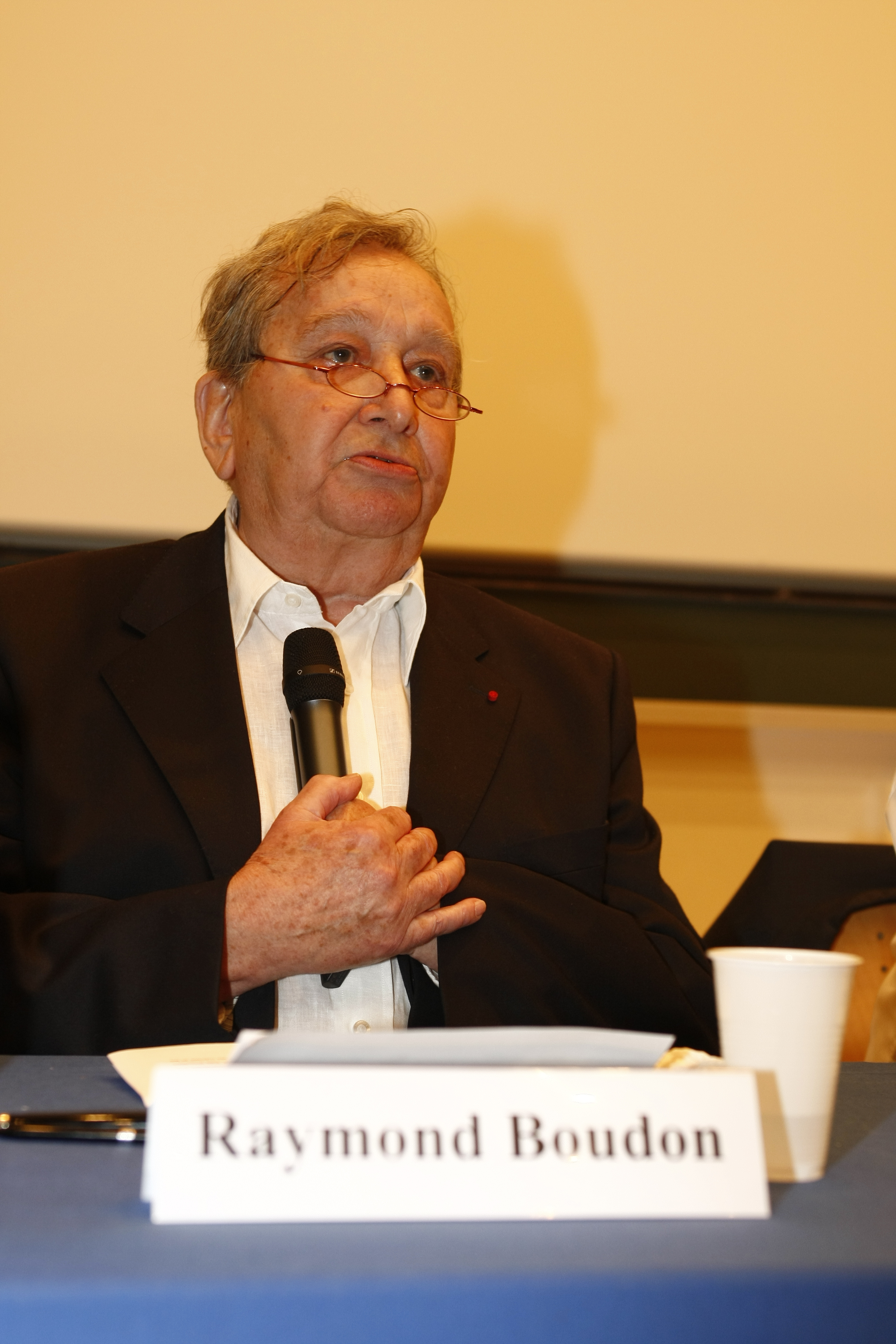
Raymond Boudon. Sus escritos abogan por explicaciones basadas en mecanismos generativos en vez de en meras relaciones estadísticas.

El uso generalizado y el conocimiento sobre el análisis de los estudios y sobre las técnicas estadísticas necesarias para analizar esos datos han mejorado la capacidad de los sociólogos de describir las condiciones sociales y de someter a prueba teorías sociológicas. Sin embargo, el creciente uso de estas técnicas ha fomentado el desarrollo de un tipo de teorización basado en variables que no presta mucha atención a los mecanismos explicativos. Coleman calificó este tipo de sociología como una forma de «conductismo individualista». El principio rector detrás de este tipo de teorización ―a menudo denominado modelo causal― consiste en la noción de que el comportamiento individual puede y debería ser explicado por medio de varios «determinantes» individuales y ambientales, y el propósito del análisis sería estimar la influencia causal de las diferentes variables que representan a estos determinantes.
Según Coleman, este énfasis en explicaciones «causales» del comportamiento representó un cambio considerable respecto del tipo de explicación empleado anteriormente en los estudios de comunidades: «Una manera de describir este cambio sería decir que la asociación estadística entre variables ha remplazado en gran medida a la conexión significativa entre eventos como herramienta básica de descripción y análisis.» En la tradición del modelo causal, las variables y no los actores ejecutan la acción.
La tensión entre el enfoque causal centrado en variables y la perspectiva generativa que enfatiza la importancia de los mecanismos sociales se puso de manifiesto en un intercambio entre Robert M. Hauser y Raymond Boudon a mediados de la década de 1970. El contexto de este intercambio fue una reseña por parte de Hauser de un libro de Boudon de 1974 (Education, Opportunity, and Social Inequality) sobre la educación y la inequidad. En este libro, Boudon desarrolló un modelo teórico que esperaba que hiciera inteligible algunas aparentes paradojas detectadas a través de la investigación empírica sobre la movilidad social. En su artículo, Hauser expresaba su incredulidad respecto de la mismísima idea que había motivado a Boudon a escribir su libro, a saber, que debería hacerse una distinción entre los modelos estadísticos y teóricos y que los modelos teóricos son necesarios para explicar los resultados de un análisis empírico:

Boudon descalifica varias representaciones estándares del proceso de movilidad social como «básicamente estadísticas». Solo puedo conjeturar lo que esto significa –quizá que son ricas en propiedades formales o que se conocen las distribuciones muestrales de sus parámetros. Ninguna de estas propiedades me resulta indeseable, y estos modelos sí tienen interpretaciones coherentes e intuitivamente significativas relativas al proceso de movilidad.

Boudon respondió advirtiendo que los modelos descriptivos del tipo que Hauser defendía son sin dudas útiles para muchos propósitos pero que su utilidad para el análisis causal es considerablemente más restringida de lo que Hauser asumía. Según Boudon, el entendimiento normalmente se alcanza no por medio de modelos estadísticos descriptivos sino a través de modelos teóricos que muestran la lógica abstracta del proceso analizado. Boudon argumentaba que para comprender esta lógica «debemos ir más allá de las relaciones estadísticas para explorar el mecanismo generativo responsable de ellas». Como expresó en un contexto diferente,

El análisis causal no explica el cuadro [estadístico]. Simplemente lo resume. Entender una estructura estadística significa en muchos casos construir una teoría o modelo generador […] que incluya la estructura empírica observada como una de sus consecuencias.

Esto no quiere decir que los sociólogos analíticos consideren que la investigación empírica cuantitativa sea de importancia menor para la empresa sociológica. Por el contrario, sostienen que la investigación cuantitativa es esencial tanto para propósitos descriptivos como para probar teorías sociológicas. Sin embargo, consideran que muchos de sus colegas han tenido demasiada fe en el análisis estadístico como herramienta para generar teorías y que la confianza en un isomorfismo entre los modelos estadísticos y teóricos, que parece ser un rasgo integral del modelo causal, ha obstaculizado el desarrollo de teorías sociológicas construidas sobre mecanismos explicativos concretos.
Hedström y Swedberg detectaron que en los años anteriores se había producido un alejamiento de la «acérrima» posición de Hauser. Sin embargo, el modo en el que los sociólogos cuantitativos aún distribuían sus esfuerzos entre modelos estadísticos y teóricos revelaba una fuerte preferencia por la descripción y el sometimiento a prueba de hipótesis formuladas por otros, dejando poco espacio al compromiso intelectual serio por desarrollar ellos mismos los cimientos teóricos de la disciplina.

## Capacidad predictiva de las explicaciones causales
En ocasiones es posible explicar sin que se pueda predecir y a veces se puede predecir sin que sea posible explicar. En muchos casos la teoría permitirá al científico hacer ambas, pero Elster considera que en las ciencias sociales esto es más la excepción que la regla. La perspectiva de los mecanismos sociales atribuye un rol especial a la explicación en desmedro de la predicción. Para visualizar cómo puede haber capacidad explicativa sin que haya capacidad predictiva, considérese la reducción de la disonancia cognitiva y su coexistencia con un mecanismo antagónico sintetizado en proverbios tales como «El césped es siempre más verde del otro lado» o «La fruta prohibida siempre sabe mejor». A veces parece que la gente busca ser infeliz deseando cosas que están fuera de su alcance por el mero hecho de que no son accesibles. Elster declara que no conoce teoría alguna que indique cuándo uno u otro de los dos mecanismos habrá de operar. Cuando uno de ellos opera, lo reconocemos inmediatamente y podemos explicar el comportamiento que genera, pero no podemos predecir con un alto grado de precisión cuál se pondrá en funcionamiento.
El siguiente ejemplo contribuirá a aclarar lo dicho. Cuando las personas intentan decidir si participar o no en una tarea cooperativa, como recoger la basura de un parque o votar en las elecciones, frecuentemente observan lo que hacen los otros. Algunas de ellas terminarán pesando lo siguiente: «Si la mayoría coopera, yo debería hacer mi parte, pero si no lo hacen no estoy obligado a hacerlo tampoco». Otros razonarán del modo contrario: «Si la mayoría coopera, no hay necesidad de que yo me involucre, pero si pocos lo hacen mi obligación es mayor». La mayoría de los individuos está sujeta a ambos mecanismos y resulta difícil decir de antemano cuál de los dos dominará.
A veces se dice que lo opuesto a una profunda verdad es otra profunda verdad. Las ciencias sociales ofrecen una gama de ejemplos que ilustran estas verdades profundas. Pueden aislar tendencias, propensiones y mecanismos y mostrar que tienen implicaciones para el comportamiento a menudo sorprendentes y contrarias a lo intuitivo. Lo que con menos frecuencia son capaces de hacer es especificar las condiciones necesarias y suficientes bajo las que uno u otro mecanismo se activa. Esta es una de las razones por las que Elster prefiere la teorización basada en mecanismos a las leyes. Por su naturaleza, las leyes son generales y no admiten excepciones. De nada serviría una ley que establezca que «si p, entonces a veces q». Por el contrario, los mecanismos no se jactan de una aplicabilidad universal. Cuando se identifica un mecanismo a través del cual p lleva a q, el conocimiento progresa porque se añade un nuevo ítem al repertorio de modos conocidos en los que las cosas suceden. En este sentido, Edward Hallett Carr sostiene que prácticamente todos los historiadores rechazan la idea de que el estudio de las causas pueda llevar a leyes generales y que más que de modelos para el futuro hablan de lecciones de por qué se producen los acontecimientos.
A la inversa, puede haber capacidad predictiva sin que haya capacidad explicativa. Para predecir que ante un aumento en el precio de un producto se comprarán menores cantidades de este, no es necesario formular una hipótesis sobre el comportamiento del consumidor. Sin importar la fuente de la acción individual (racional, tradicional o simplemente aleatoria), es posible predecir que la gente comprará menos de ese producto por el simple hecho de que podrá costear el consumo de una menor cantidad de este. Aquí intervienen varios mecanismos que llevarán al mismo resultado, de modo que para propósitos predictivos no hay necesidad de escoger entre ellos. Sin embargo, para propósitos explicativos el mecanismo es lo que importa, puesto que proporciona entendimiento, mientras que la predicción a lo sumo posibilita cierto control.
Asimismo, para propósitos predictivos la distinción entre correlación, necesidad y genuina causalidad es irrelevante. Si existe una regularidad entre un tipo de evento y otro, no importa si este depende de una relación causal con el primero o si ambos son efectos de un tercer evento. En cualquier caso, es posible utilizar el advenimiento del primer tipo de evento para predecir el acontecimiento del segundo. Nadie cree que los primeros síntomas de una enfermedad mortal causarán ellos mismos la muerte, pero a menudo son empleados para predecir ese suceso. De manera similar, no interesa a efectos de realizar una predicción correcta si la puesta en marcha aparentemente ineludible de un mecanismo determinado es evitada al anticipársele otro mecanismo que produce el mismo efecto. Saber que una persona tiene una enfermedad grave e incurable permite predecir su pronto deceso, sin importar si efectivamente muere por esa causa.

## Esquemas de mecanismos sociales
El siguiente esquema de un mecanismo puede emplearse, por ejemplo, para representar la teoría de la profecía autocumplida de Merton: Bi → Ai → Bj → Aj → Bk → Ak → … En este esquema, A representa una acción específica, B, una creencia y las minúsculas identifican a distintos actores. Esto quiere decir que las creencias del actor i lo llevan a ejecutar determinada acción; la acción de i influye sobre las creencias de j de tal manera que también j decide actuar; a su vez, la acción de j influye sobre las creencias de k, y así sucesivamente.
Este esquema de un mecanismo tiene un alcance limitado en el sentido de que es relevante para explicar solo algunos tipos de fenómenos, pero es general desde el punto de vista de que no hace referencia a tiempo, lugar, identidad de los actores, contenido de las creencias o tipo de acciones. Los símbolos abstractos deben ser pensados como indicadores de diferentes fenómenos concretos (diversos tipos de acciones, tipos de creencias, individuos, etc.), y lo que lo identifica como un tipo particular de mecanismo es el patrón específico que vincula los tipos de entidades entre sí. Merton mostró cómo el mismo patrón de la profecía autocumplida podía emplearse para explicar parcialmente fenómenos tan diversos como la retirada masiva de los fondos de un banco y los prejuicios raciales.
Otro ejemplo de esquema de mecanismo es el del mecanismo de selección. Los mecanismos de selección han sido de gran importancia para explicar una gama de fenómenos tales como la evolución del comportamiento individual. En su forma más básica, puede entenderse como un mecanismo que vincula cierta propiedad de una entidad y su éxito reproductivo en un ambiente específico:
1. Se tiene una serie de entidades, de e1 a eN, las cuales varían con respecto a una propiedad, p.
2. En un ambiente determinado, cierta entidad recibe un beneficio, b, que constituye una función de su propiedad p.
3. El valor de b influye sobre la frecuencia relativa de las entidades con diferentes propiedades en períodos de tiempo subsecuentes. (Las propiedades más aptas para un buen desempeño en ese ambiente se volverán más frecuentes.)
Este mecanismo puede explicar cómo y por qué la frecuencia relativa de entidades con propiedades diferentes cambia a lo largo del tiempo. Tal como en el ejemplo anterior, los símbolos abstractos deben ser considerados como indicadores de fenómenos concretos (individuos, organizaciones, estrategias organizacionales, etc.). Debido a su amplio alcance, el mecanismo de selección constituye un elemento importante de la «caja de herramientas» sociológica.